# Pavetta natalensis
Pavetta natalensis är en måreväxtart som beskrevs av Otto Wilhelm Sonder. Pavetta natalensis ingår i släktet Pavetta och familjen måreväxter. Inga underarter finns listade i Catalogue of Life.